# Paralophaster godfroyi
Paralophaster godfroyi är en sjöstjärneart som först beskrevs av Jean Baptiste François René Koehler 1912.  Paralophaster godfroyi ingår i släktet Paralophaster och familjen solsjöstjärnor.

## Underarter
Arten delas in i följande underarter:
- P. g. godfroyi
- P. g. asperatus